# Raasay
Raasay (Schots-Gaelisch: Ratharsair) is een eiland dat behoort tot de Binnen-Hebriden en is gelegen tussen het eiland Skye en het Schotse vasteland. Ten noorden van het eiland bevindt zich het eiland Rona en enkele kleinere eilanden, Scalpay bevindt zich in het zuidoosten. Het eiland is noord-zuid ongeveer 22 km lang, de afstand oost-west is maximaal ongeveer 5 km.
Het hoogste punt van het eiland, Dun Caan (444 m), is een tafelberg een wordt vaak bezocht door studenten geologie.
Er is slechts één veerdienst naar het eiland: de verbinding Inverarish - Sconser (op het eiland Skye). De overzet duurt ongeveer 25 minuten. Deze veerdienst vaart een beperkte dienst op zondag. Op het eiland zijn slechts enkele relatief kleine dorpen. Overnachten kan men in het Isle of Raasay Hotel (vlak bij Inverarish), in het Raasay Outdoor Center (in Raasay House), in enkele B&B's en in de in 2005 volledig gerenoveerde eenvoudige jeugdherberg, Creachan Cottage.
De meeste bezoekers van het eiland zijn geologen of natuurliefhebbers. Er leeft een grote populatie otters op Raasay.
De meeste mensen op Raasay zijn vissers, werken voor de ferrymaatschappij of gaan werken op Skye (voornamelijk in Portree). Er is een lagere school op het eiland; oudere leerlingen lopen school in Portree (waar ze met de veerboot en bus naartoe kunnen). Een groot deel van de bevolking is lid van de Free Presbyterian Church of Scotland. Verder zijn is er nog een Free Church of Scotland en een Scottish Episcopal Church. De zondagsrust wordt op het eiland nog in ere gehouden.
Er is ook een whiskystokerij gelegen op Raasay, namelijk Isle Of Raasay. Deze whiskystokerij staat erom bekend dat haar whisky’s zoet, fruitig en licht rokerig zijn. 

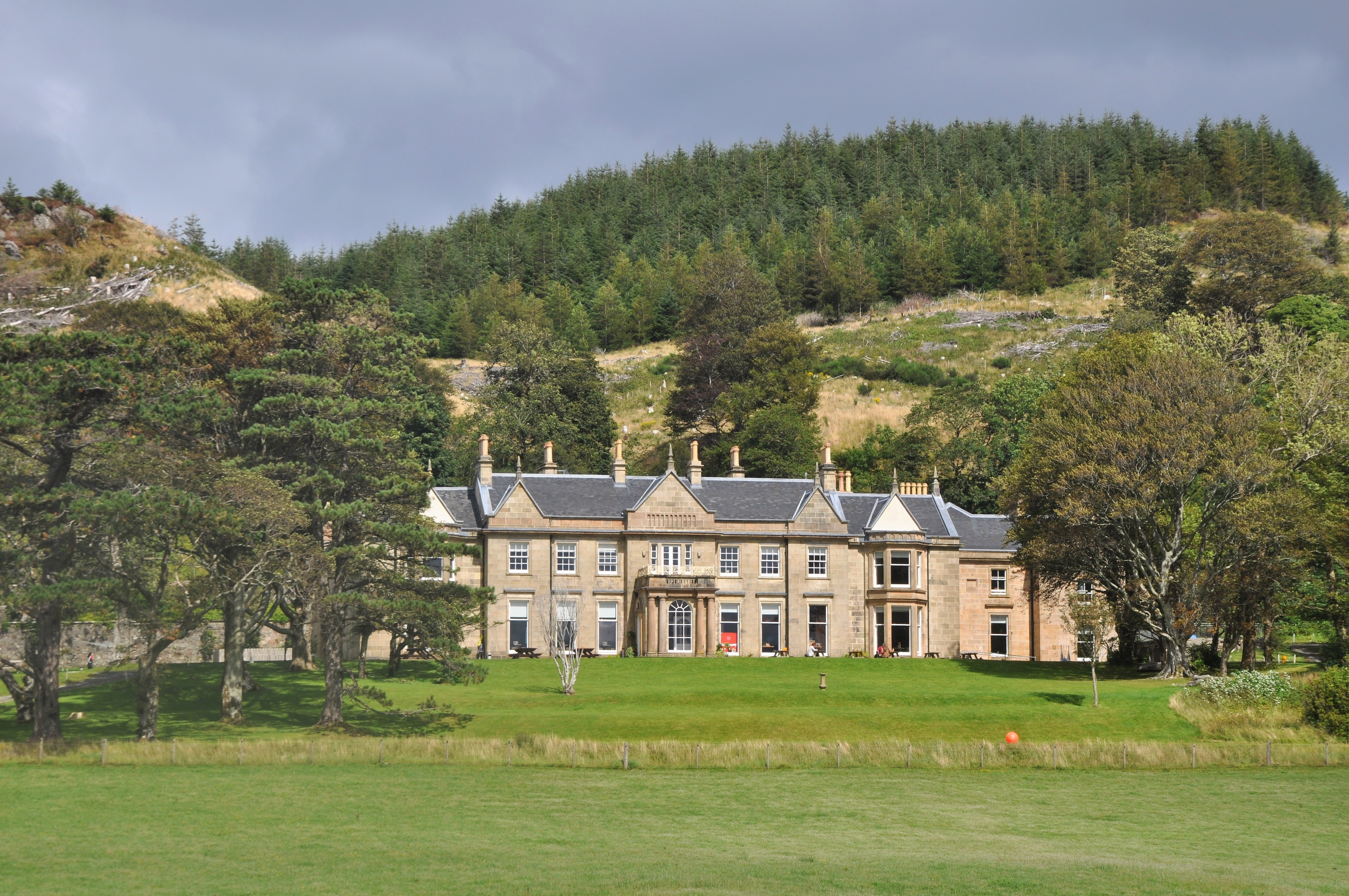
Raasay House in Clachan
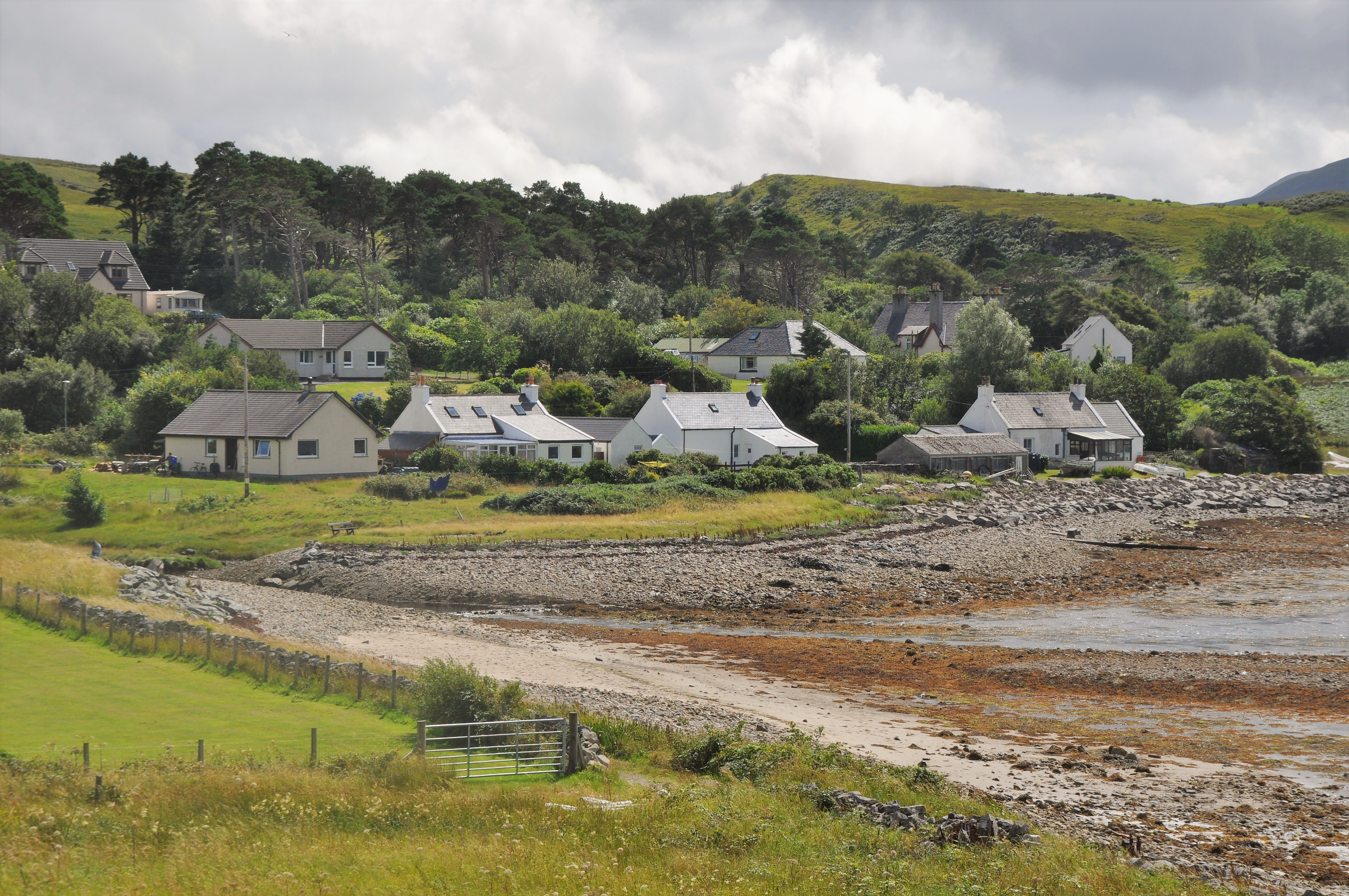
Suisnish
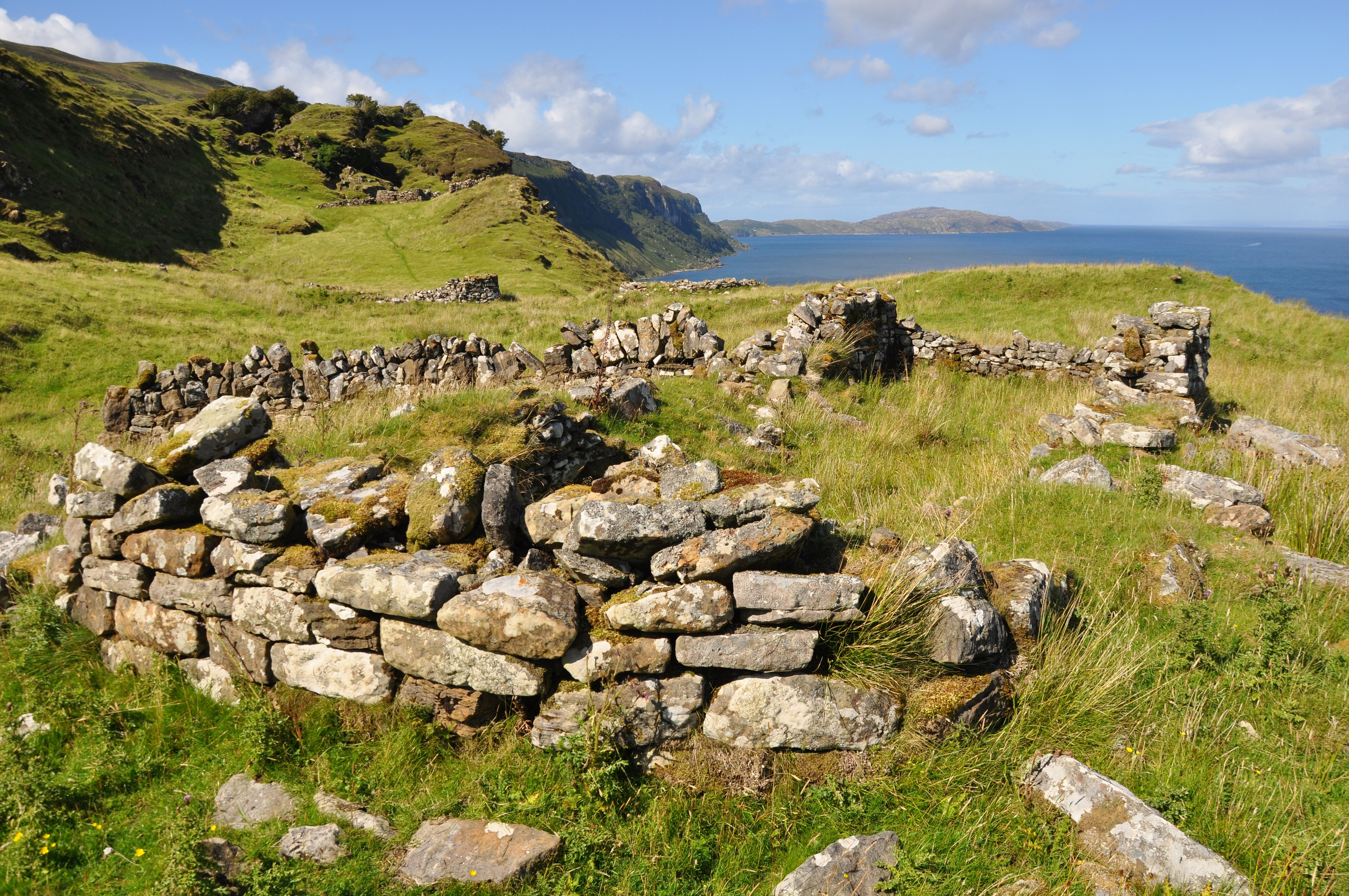
De verlaten nederzetting Hallaig